# 川端康成旧邸
川端康成旧邸（かわばたやすなりきゅうてい）は、大阪府茨木市宿久庄（旧：三島郡豊川村宿久庄）にある、小説家川端康成の旧居跡。

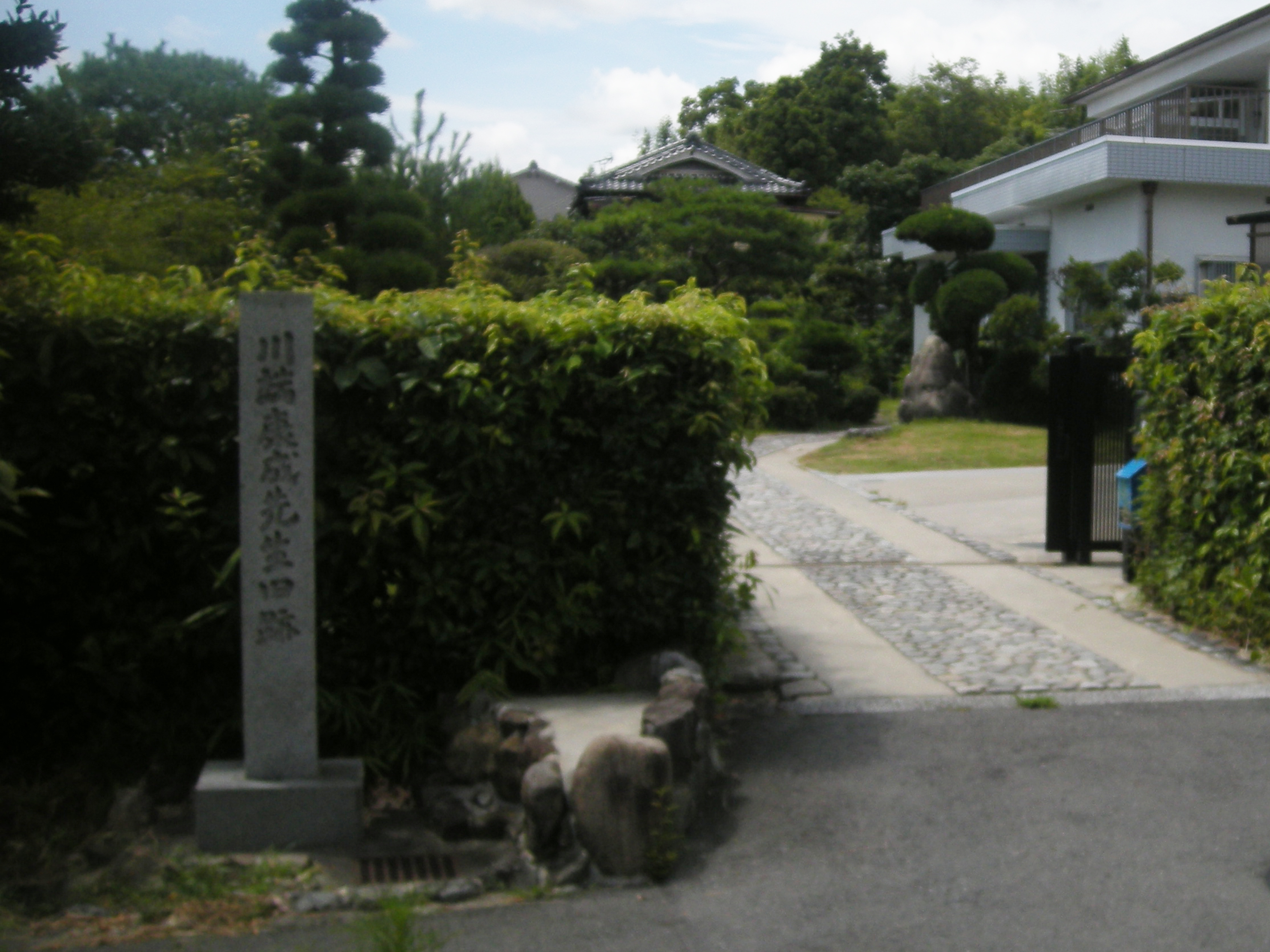

## 川端康成とのかかわり
明治32年（1899年）、大阪市天満此花町で開業医の長男として生まれた川端康成は両親との死別により、明治35年（1902年）に父の実家のある茨木市に移り住んだ。近くの菩提寺・極楽寺の本尊阿弥陀三尊像は川端家先祖の寄進と伝えられる。川端家は代々この東村の庄屋をつとめていたが、祖父が事業に失敗してからは、生活はわびしいものであったという。
川端はこの家から豊川小学校、茨木中学校（現・大阪府立茨木高等学校）へ通い、祖父が亡くなる大正3年（1914年）、16歳の5月までこの地で暮らしている。小学校の同窓生には笹川良一がいる。家は昭和41年（1966年）に鉄筋造りに改築されているが、蔵や広い庭園は昔の面影を留めているという。ノーベル文学賞を受賞したことにより、川端は茨木市名誉市民の第1号に推挙された。
川端康成は著書で、邸宅周辺のことを「私の育ったのは都会に遠い田舎」と記している。

## 所在地・アクセス
大阪府茨木市宿久庄1丁目11
- 阪急京都本線 茨木市駅から阪急バス「宿久庄」バス停下車すぐ